# 리도 운하
리도 운하(영어: Rideau Canal 또는 Rideau Waterway, 프랑스어: Canal Rideau)는 캐나다 온타리오주에 있는 운하로 오타와 강과 접한 오타와에서 온타리오호와 접한 킹스턴까지 이어진다. 리도 운하의 총 길이는 202km이다. 리도의 어원은 오타와 강과 합류하는 리도 강의 쌍둥이 폭포가 마치 커튼처럼 생겨서 커튼을 뜻하는 프랑스어 단어 리도(프랑스어: rideau)에서 비롯되었다. 리도 운하는 리도 강과 캐타라퀴 강과 같은 큰 강의 일부와 몇몇의 호수들이 포함된다.
리도 운하는 미국과의 전쟁의 대비책의 역할로 1832년에 열렸다. 오늘날은 유람선 관광업 중심으로 쓰인다. 또한 리도 운하의 대부분의 시설들은 그대로 보존되었으며 파크스 캐나다가 관리한다. 선박의 운항은 갑문의 개방으로 5월 중순에서 10월 중순까지 허용된다. 북아메리카에서 가장 오랫동안 운영된 운하로 2007년에 유네스코 세계 유산으로 등록되었다.

## 역사
리도 운하의 건설은 1812년 전쟁 당시에 몬트리올과 킹스턴 사이의 통신과 교류를 방해는 목적으로 미국이 세인트로렌스강을 따라 영국령 어퍼캐나다 식민지를 침략하는 계획이 드러난 보고서에 대해서 침략을 예방하였던 군사적인 조치였다. 미국이 영국령 캐나다를 침략하는 가능성을 대비해서 오타와 강에 있는 그랜빌, 쉬뜨-아-블롱도, 그리고 카리옹 운하와 시타델 힐, 퀘백 시타델, 그리고 포트 헨리와 같은 방어시설이 있었다.

## 같이 보기
- 웰랜드 운하